# Chae Jung-an
Chae Jung-an (en hangul, 채정안; nombre de nacimiento: Jang Jung-an; Busan, 21 de octubre de 1977) es una actriz y cantante surcoreana.

## Carrera
El 18 de marzo de 2022 se unió al elenco de la serie The King of Pigs, donde da vida a la carismática detective Kang Jin-ah, una tenaz mujer de principios que no se detendrá ante nada para resolver un caso. La serie está basada en la película animada que lleva el mismo nombre.

## Filmografía

### Televisión
| Año  | Título                     | Personajes                 | Cadena | Ref.        |
| ---- | -------------------------- | -------------------------- | ------ | ----------- |
| 1996 | Three Guys and Three Girls | guest                      | MBC    |             |
| 1998 | Panther of Kilimanjaro     |                            | KBS2   |             |
| 1998 | Crush                      |                            | KBS2   |             |
| 1998 | Paper Crane                |                            | KBS2   |             |
| 2001 | Mina                       | Kim Soo-ryun/Park Mina     | KBS2   |             |
| 2001 | Snowflakes                 | Seo Ji-ho                  | KBS2   |             |
| 2003 | Run                        | Kang Hee-ya                | MBC    |             |
| 2003 | Over the Green Fields      | Sung Soon-ho               | KBS2   |             |
| 2004 | Emperor of the Sea         | Lady Chae-ryeong           | KBS2   |             |
| 2007 | El príncipe del café       | Han Yoo-joo                | MBC    |             |
| 2009 | Caín y Abel                | Kim Seo-yeon               | SBS    |             |
| 2009 | Hot Blood                  | Kim Jae-hee                | KBS2   |             |
| 2010 | La reina de los reveses    | Baek Yeo-jin               | MBC    |             |
| 2013 | When a Man Falls in Love   | Baek Seung-joo             | MBC    |             |
| 2013 | Drama Special "Your Noir"  | Lee Hyun                   | KBS2   |             |
| 2013 | Prime Minister and I       | Seo Hye-joo                | KBS2   |             |
| 2014 | A New Leaf                 | Yoo Jung-seon              | MBC    |             |
| 2015 | Yong Pal                   | Lee Chae-young             | SBS    |             |
| 2015 | Ex-Girlfriend Club         | Baek Song-yi (cameo, Ep 1) | tvN    |             |
| 2016 | Entertainer                | Yeo Min-joo                | SBS    |             |
| 2017 | Man to Man                 | Song Mi-eun                | jTBC   | [ 2 ]       |
| 2018 | Suits                      | Choi Byun                  | KBS2   |             |
| 2019 | Legal High                 | Min Joo-kyung              | jTBC   | [ 3 ]       |
| 2021 | Monthly House              | Yeo Ui-joo                 | jTBC   | [ 4 ]       |
| 2022 | The King of Pigs           | Det. Kang Jin-ah           | TVING  | [ 5 ] [ 6 ] |
| 2023 | Family                     | Oh Chun-ryeon              | tvN    | [ 7 ] [ 8 ] |

### Cine
| Año  | Título              | Personajes        |
| ---- | ------------------- | ----------------- |
| 1998 | Amazing Men         |                   |
| 2003 | Run 2 U             | Kyeong-a          |
| 2004 | Grandma's Adventure | Youngest daughter |
| 2008 | Hello, Schoolgirl   | Kwon Ha-kyeong    |
| 2014 | Dad for Rent        | Mi-yeon           |

## Discografía

### Álbumes
| Álbum | Fecha de lanzamiento | Discográfica  |
| ----- | -------------------- | ------------- |
| Cruel | 12 de agosto de 1998 | Cream Records |

| Álbum  | Lista de canciones | Fecha de lanzamiento | Discográfica  |
| ------ | --- | -------------------- | ------------- |
| Letter | 1. "Intro" 2. "Shadow" 3. "Pyeonji" 4. "Tess" 5. "Middletro" 6. "Stay" 7. "Chindalle" 8. "Temptation" 9. "Babo gat-eun miso" 10. "Geuleogil Balaess-eo" 11. "My Love" 12. "White" 13. "Outro" | 31 de marzo de 2000  | Cream Records |

| Álbum              | Lista de canciones | Fecha de lanzamiento  | Discográfica                              |
| ------------------ | --- | --------------------- | ----------------------------------------- |
| Goddess...Her Fate | 1. "I Say" 2. "Magic" 3. "No" 4. "Precious Love" 5. "Parting For You" 6. "Tonight" 7. "I Don't Know" 8. "Warning" 9. "Prism" 10. "Why?!" 11. "But Beautiful" 12. "Love That Looks Stupid" 13. "Only You" | 18 de octubre de 2001 | KM Culture, Yedang Company, Cream Records |

## Premios y nominaciones
| Año  | Categoría               | Premio                 | Serie | Resultado |
| ---- | ----------------------- | ---------------------- | ----- | --------- |
| 2018 | Female Excellence Award | 11th Korea Drama Award | Suits | Ganó      |